# Contea di Fejér
Fejér è una contea dell'Ungheria centrale. Confina con le altre contee di Veszprém, Komárom-Esztergom, Pest, Bács-Kiskun, Tolna e Somogy; suo capoluogo è Székesfehérvár (Albareale).

## Struttura della contea
Città di rilevanza comitale 
- Székesfehérvár (Capoluogo)
- Dunaújváros

 Città 
(in ordine di abitanti, secondo censimento del 2001)
- Mór (14,731)
- Sárbogárd (13,461)
- Bicske (11,103)
- Ercsi (8406)
- Gárdony (8127)
- Enying (7191)
- Polgárdi (6582)
- Martonvásár (5180)
- Velence (4845)
- Adony (3823)

 Altri comuni 
- Aba
- Alap
- Alcsútdoboz
- Alsószentiván
- Bakonycsernye
- Bakonykúti
- Balinka
- Baracs
- Baracska
- Beloiannisz
- Besnyő
- Bodajk
- Bodmér
- Cece
- Csabdi
- Csákberény
- Csákvár
- Csókakő
- Csősz
- Csór
- Daruszentmiklós
- Dég
- Előszállás
- Etyek
- Fehérvárcsurgó
- Felcsút
- Füle
- Gánt
- Gyúró
- Hantos
- Igar
- Iszkaszentgyörgy
- Isztimér
- Iváncsa
- Jenő
- Kajászó
- Káloz
- Kápolnásnyék
- Kincsesbánya
- Kisapostag
- Kisláng
- Kulcs
- Kőszárhegy
- Lajoskomárom
- Lepsény
- Lovasberény
- Magyaralmás
- Mány
- Mátyásdomb
- Mezőfalva
- Mezőkomárom
- Mezőszentgyörgy
- Mezőszilas
- Moha
- Nadap
- Nádasdladány
- Nagykarácsony
- Nagylók
- Nagyveleg
- Nagyvenyim
- Óbarok
- Pákozd
- Pátka
- Pázmánd
- Perkáta
- Pusztaszabolcs
- Pusztavám
- Rácalmás
- Ráckeresztúr
- Sáregres
- Sárkeresztes
- Sárkeresztúr
- Sárkeszi
- Sárosd
- Sárszentágota
- Sárszentmihály
- Seregélyes
- Soponya
- Söréd
- Sukoró
- Szabadbattyán
- Szabadegyháza
- Szabadhídvég
- Szár
- Tabajd
- Tác
- Tordas
- Újbarok
- Úrhida
- Vajta
- Vál
- Vereb
- Vértesacsa
- Vértesboglár
- Zámoly
- Zichyújfalu